# جنگ ترکیبی
جنگ آمیخته یا جنگ ترکیبی (به انگلیسی: Hybrid warfare) به یک راهبرد نظامی گفته می‌شود که آمیخته‌ای از جنگ سیاسی، جنگ کلاسیک، جنگ نامنظم، جنگ مجازی، خبررسانی جعلی، دیپلماسی، جنگ دادگاهی، مداخله در انتخابات کشورهای خارجی، برهم زدن بافت جمعیتی، مهاجرپذیری، یورش فرهنگی، ایجاد تضاد دینی و اینگونه موارد ساخته شده باشد. سازندهٔ این راهبرد تلاش می‌کند با آمیختن روشهای گوناگون، بیشترین آسیب را به کشور میزبان وارد نماید. برای نخستین بار فرانک هافمن این روش از جنگ را پیشنهاد کرد.
جنگ ترکیبی یا هیبریدی که گاهی از آن با عنوان عملیات‌های پیچیده، جنگ‌های کوچک یا نامنظم نیز یاد می‌شود، بیانگر به‌کارگیری ترکیبی قابلیت‌های نیروهای نظامی متعارف به شیوه‌ای بدیع، پیچیده و هماهنگ شده‌است. این نوع نبرد، شامل عواملی است که از تاکتیک‌ها و آرایش‌های نظامی گرفته تا حمله‌های نظامی و غیرنظامی را دربر می‌گیرد.

## مقدمه
طی دههٔ گذشته مباحث و مطالب زیادی در مورد «تغییر شیوهٔ مبارزه، پس از دورهٔ جنگ سرد» مطرح شده‌است. برخی از کارشناسان بر این باورند که «انقلابی در شیوه‌های مرسوم جنگ» پدید آمده‌است. فرانک هافمن این بحث‌ها و نوشته‌ها را با توجه به درک کامل این نکته که جهان در حال ورود به دوران زمانی خاصی است (زمانی‌که دشمنان آمریکا و غرب انواع مختلفی از جنگ را به‌طور هم‌زمان به‌کار می‌گیرند) مطرح می‌کند. وی این ایده را «جنگ ترکیبی» می‌نامد. هافمن اشاره می‌کند که دشمنان امروز و آینده، مجموعه الگویی از جنگ‌های مختلف را بکار خواهند گرفت. نیروهای شبه‌دولتی، اغلب ممکن است حالت‌هایی از جنگ غیرمعمول را بکار بگیرند، اما اگر نبرد معمول (سنتی)، آن‌ها را به اهدافشان برساند، در آن حضور خواهند یافت. به‌طور مشابه ممکن است که حکومت‌ها علاوه بر روش‌های مرسوم جنگ (برای رسیدن به اهدافشان) در نبردهای غیرمعمول نیز شرکت کنند
وقایع ۱۱ سپتامبر سال ۲۰۰۱ میلادی باعث پایان دوران بروز جنگ‌های معمول و استفاده مطلق از این شیوهٔ جنگ شد و نظریه‌پردازان نظامی را مجبور به تغییر دیدگاه‌هایشان کرد. دوران جدید سیاست‌گذاران و برنامه‌ریزان نظامی را متوجه شیوهٔ جنگی ویژه‌ای کرد و موجب نگرانی کارشناسان نظامی شد. در حال حاضر نیز پیش‌بینی‌های انجام شده از آیندهٔ جهان، خبر از وقوع بحران‌های شدید و نگرانی‌های فزاینده می‌دهد. نظریه‌پردازان مطرحی نظیر دکتر بروس هافمن اشاره می‌کنند که نوع جدیدی از تروریست‌ها با تفکرات افراطی به وجود آمده‌اند که در شرایط مختلف به‌طور مثال در عراق و افغانستان به خوبی آموزش می‌بینند و با انگیزه و مهارت بیشتری به کشورشان جهت انجام اعمال مجرمانه و تروریستی بازمی‌گردند یا در نقاط درگیری دیگری حضور می‌یابند. سیر تکاملی گروه‌های تروریستی باعث شده تا آن‌ها برای مبارزه با ارتش‌های مجهز دنیا نظیر آمریکا جسورتر شوند و تمایل بیشتری برای جنگیدن با ارتش‌های مدرن داشته باشند از حملات سال‌های ۱۹۱۹ و ۱۹۲۰ شورشیان ایرلندی به واحدهای نظامی ارتش بریتانیا، توانایی مجاهدان افغانستان در سال ۱۹۸۰ و تجارب شورشیان چچن در مقابله با ارتش روسیه می‌توان به‌عنوان نمونه‌های این سیر تکاملی یاد کرد. در اتفاقات بالکان نیز (بعد از دوره حکمرانی یوگسلاوی) فعالیت‌های غیرمعمول، سنتی، تروریستی و مجرمانه به شکل کاملی رخ داده‌است. موارد بالا را می‌توان به‌عنوان نسل اول جنگ‌های ترکیبی معرفی کرد

## مبدأ و توسعه جنگ‌های ترکیبی
در جنگ‌های نظامی و غیرنظامی که با اهداف ملی و فراملی روی می‌دهند، معمولاً محدودهٔ جنگ قابل پیش‌بینی است و می‌توان در آن‌ها از تمام ابزار موجود و روش‌های ترکیبی استفاده کرد
جنگ عراق و افغانستان، پیش‌بینی معروف ژنرال کرولاک را در مورد جنگ‌های آینده ثابت می‌کند. وی بر این باور بود که جنگ‌های آینده شباهت کمتری به عملیات وسیع طوفان صحرا دارد و بیشتر شبیه به جنگ موسوم به «فرزند خوانده چچن» است. نیروهای چچنی از تاکتیک‌های ترکیبی در شهرها و مناطق حضورشان استفاده کردند تا میزان حملات روسیه را کاهش داده یا خنثی کنند. این الگو نه از سیر مطالعات شورای امنیت ملی و نه با اسناد متعدد به‌دست آمده در بیروت، موگادیشو یا سارایو توسعه نیافته‌است. اقدام دیر هنگام پنتاگون نسبت به تحلیل جنگ‌های غیرمعمول و حفظ ثبات عملیات‌ها، باعث شد که شورای امنیت ملی آمریکا به بررسی ابعاد جنگ‌های آینده و میزان منابع مورد نیاز سرعت بخشد. کارشناسان به‌منظور تحلیل چالش‌ها و فرصت‌ها، تحقیقی را با عنوان «تغییر ابعاد جنگ» آغاز کردند که هدف آن بررسی حالت‌های طرح‌ریزی شده و تغییرات ابعاد جنگ است. بسیاری از کارشناسان، جنگ‌های اخیر را با عنوان جنگ‌های نوین که دارای ویژگی‌های مخصوص به خود نظیر خشونت جنسی، جنبه‌های جنایی و اعمال خشونت‌آمیز است، توصیف می‌کنند.

## نقش فناوری در شکل‌دادن به ویژگی‌های جنگ
برای به‌کارگیری این مفاهیم اساسی در جنگ‌های قرن ۲۱، باید تأثیر محصولات جانبی پیچیده تکنولوژی را نیز در نظر گرفت. از ساخته شدن نفربرهای هوایی و زیردریایی‌های هسته‌ای گرفته تا پیشرفت‌های رخ‌داده در صنعت هوانوردی و طراحی هواپیماهای بدون سرنشین و خودروهای تاکتیکی فوق سبک تا رشد فعالیت‌های فضایی و فضای سایبری همگی تأثیر زیادی بر استراتژی و ویژگی‌های جنگ داشته‌اند، اما ماهیت اساسی جنگ را تغییر نداده‌اند. پیشرفت تکنولوژی در سیستم‌های اطلاعاتی نیز باعث کاهش «ابهامات موجود در جنگ» شده، اما ساختار این دستگاه‌ها باعث شکل‌گیری آسیب‌های جدیدی در سیستم عملکردی نیروهای نظامی شده‌است که به‌عنوان نمونه می‌توان به گسترش حملات سایبری اشاره کرد.

## مثلث جنگ و چهاروجهی جنگ
سه‌گانه کلاوزویتس بسیار شبیه به مثلث آتش است که در آن آتش وابسته به اکسیژن (یا یک اکسیدکننده)، ماده سوختنی و حرارت است و نوسانات آتش نیز وابسته به ترکیب این سه جزء است. جنگ نیز مثل آتش ترکیبی از حکومت (یا نیروی حاکم)، قدرت نظامی و مردم است که تحت تأثیر اجزاء اشتیاق، شانس و عقلانیت به یک حالت سوختن می‌رسند. اما مثلث سنتی سه‌گانه نمی‌تواند پیچیدگی‌های جنگ‌هایی را که قبلاً در مورد آن‌ها صحبت کردیم را به‌خوبی مدل‌سازی کند. به همین دلیل، یک مدل جدیدتر و سازگارتر موردنیاز است.
اخیراً مثلث آتش با «چهاروجهی آتش» جایگزین شده‌است که مدل مناسب‌تری است. چراکه مثلث آتش نمی‌تواند واکنش شیمیایی اشتعال را در نظر بگیرید. با استفاده از این مدل به‌عنوان یک مبنا، اجزاء مثلث سه‌گانه اصلی کلاوزویتس را می‌توان کمی تغییر داد تا اجزاء جنگ را به این شکل نشان داد: منافع استراتژیک (حکومت)، خشونت سازمان‌دهی شده (نظامی)، اقدامات و تصمیمات اجتماعی (مردم).

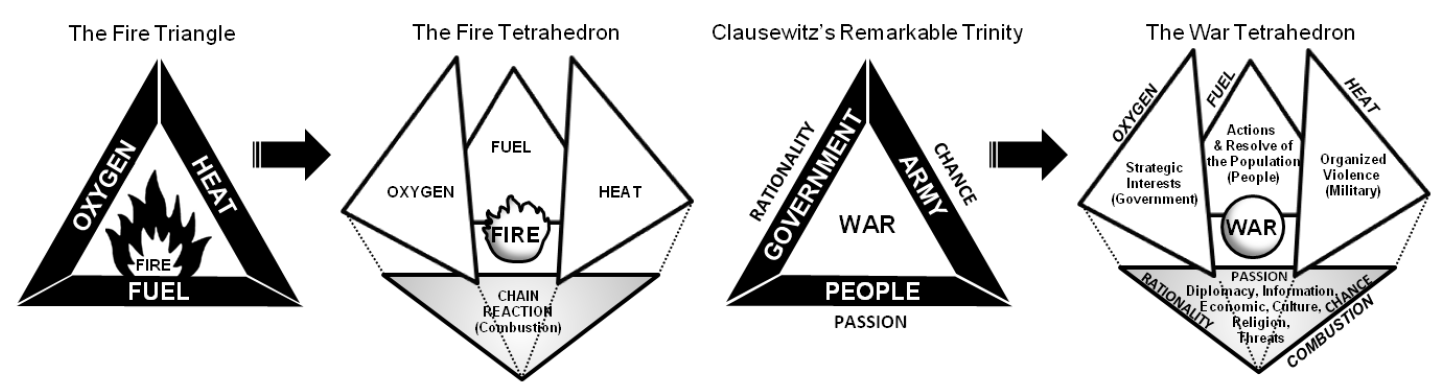
تکامل چهاروجهی جنگ

بدون وجود رزمندگان، ابزاری برای انجام خشونت سازمان‌دهی شده وجود ندارد. اگر سیاست تعریف شده‌ای توسط یک مقام حاکم تدوین نشده باشد، خشونت سازمان‌دهی شده نمی‌تواند به اهداف سیاسی دست پیدا کند، و اگر حمایت حداقل بخشی از اجتماع وجود نداشته باشد، نمی‌توان جنگید. اگرچه این حمایت می‌تواند به‌صورت بی‌تفاوت بودن نسبت به اوضاع و اتفاقات باشد. اگر برای در نظر گرفتن اثر ابعاد غیرنظامی شامل دیپلماسی، فرهنگ، مذهب و خطرات محیطی موجود، یک جزء چهارم نیز به سه‌گانه اشتیاق، شانس و عقلانیت اضافه شود، آنگاه می‌توان ماهیت پیچیده تمام این عوامل در کنار جنبه‌های اصلی را با یک مدل دینامیک‌تر نشان داد که به آن «چهاروجهی جنگ» گفته می‌شود. وقتی جنگ شروع می‌شود، این مدل می‌تواند تعامل بین اجزای مختلف در زمان بروز جنگ را نشان دهد. برای مثال، تغییر در اقدامات و تصمیمات اجتماعی (در هر طرف)، تلفات نیروهای نظامی، تأثیر فرهنگ، مذهب، دیپلماسی، اطلاعات، اقتصاد و درک از خطر افزایش یافته، همگی می‌توانند آتش جنگ را برافروخته کنند یا شرایطی برای حل اختلاف (یا پیروزی) به وجود بیاورند
منافع استراتژیک مانند اکسیژن در چهاروجهی آتش هستند و خشونت سازمان‌دهی شده مثل «حرارت» است. این‌ها با اقدامات و تصمیمات اجتماعی ترکیب می‌شوند تا یک اشتعال اولیه تشکیل دهند و وضعیت جنگی را ایجاد کنند. اما قبل از اینکه جنگ به نقطه اشتعال برسد، اجزای مثلث پایینی، همگی بر سه جزء دیگر تأثیر می‌گذارند. با توجه به فیلترهای اشتیاق، شانس و عقلانیت، فرمول به‌دست آمده می‌تواند باعث مختل شدن واکنش زنجیره‌ای جنگ شود یا آن را مشتعل‌تر کند. این مسئله دقیقاً مثل استفاده از یک کاتالیروز است، که اولی آتش را خاموش می‌کند و دومی آن را شعله‌ور می‌کند. اگرچه این نمایش سه‌گانه پیچیده‌تر از نسخه اصلی ارائه شده توسط کلاوزویتس است، اما می‌تواند خصوصیات جنگ‌های هیبریدی قرن ۲۱ را به نحو بهتری نمایش دهد و اساس تئوری جنگ را با جنگ عملی ترکیب کند

## ویژگی‌ها
شش ویژگی نبرد هیبریدی بر اساس یافته‌های پژوهشگران به شرح زیر تعریف شده‌اند:
(۱) ترکیب، قابلیت‌ها، و تأثیرات یک نیروی هیبریدی، در محیط پیرامون آن، بی‌همتا هستند.
(۲) هر نیروی هیبریدی یک ایدئولوژی منحصر به فرد دارد که منجر به ایجاد نوعی روایت درونی برای سازمان می‌شود.
(۳) یک نیروی هیبریدی همواره متوجه تهدیدی نسبت به بقای خودش است.
(۴) در جنگ هیبریدی نوعی برتری قابلیتی میان طرفین جنگ وجود دارد.
(۵) یک نیروی هیبریدی هم اجزاء متداول و هم اجزاء غیرمتداول را شامل می‌شود.
(۶) نیروهای هیبریدی به دنبال استفاده از عملیات دفاعی هستند.
از ویژگی‌های جنگ‌های ترکیبی می‌توان به حضور عناصر عمده نیروهای منظم و نامنظم دولتی و غیردولتی، مشارکت راهبردی فرماندهی و کنترل چندوجهی، اقدامات همزمان، تهدیدات متنوع و سریع و فقدان دکترین عملیاتی مشخص اشاره نمود.
ابزارهای جنگ ترکیبی به‌طور کلی به دو گروه ابزارهای نظامی و غیرنظامی تقسیم می‌شود:
ابزارهای غیرنظامی شامل تحریم‌های اقتصادی و نظامی و تعریف نیروی نظامی رقیب به عنوان گروه ترویستی، حمایت از ناآرامی‌های داخلی، تجزیه کشور و انواع عملیات رسانه‌های هستند.
ابزارها و ابعاد نظامی نیز عمدتاً شامل ابزارهای کلاسیک جنگ به علاوه شیوه‌ها و ابزارهای نوین جنگ مانند ابزارهای سایبری و رسانه‌ها، پیدایش و استفاده از مهمات نقطه‌زن، کوتاه شدن زمان جنگ، حمله از نقاط دور، کاهش نیروهای عملیاتی و استفاده از نیروهای ویژه و پهبادی است.

## ضرروت‌ها
سه «ضرورت» اصلی برای هنر اجرای عملیات در نبرد هیبریدی را می‌توان چنین تعریف کرد:
(۱) یک رویکرد عملیاتی باید منطق شکل‌های مختلف درگیری را که در یک تهدید هیبریدی به کار می‌رود، مختل کند.
(۲) موفقیت تاکتیکی و اهداف استراتژیک باید در همان فضایی که تهدید هیبریدی در آن به‌وجود آمده، ایجاد شود.
(۳) یک رویکرد موفق باید از اقدامات معمول در زمان و مکان، دوری کند.
تعریف‌های متفاوت و متناقضی برای تهدیدات هیبریدی و جنگ هیبریدی وجود دارند. این تفاوت و تناقض باعث می‌شود برنامه‌ریزان بخش نظامی نتوانند به‌درستی آماده مقابله با این چالش شوند.
نیروی هیبریدی را می‌توان به صورت خلاصه یک سازمان نظامی که از ترکیب سازمان‌ها، تجهیزات و روش‌های متداول و غیرمتداول در یک محیط منحصر به فرد استفاده می‌کند تا از اثرات استراتژیک و هم افزای آن‌ها بهره‌مند شود، تعریف کنیم.
فارغ از وجود مثال‌های تاریخی متعدد، یک مانع مهم در برابر درک تهدیدات هیبریدی این است که پاسخی برای این سؤالات که تهدید هیبریدی چیست و چرا خطر هیبریدی به وجود می‌آید، ارائه نشده‌است. تعریف‌های متناقضی که برای این مفهوم ارائه شده، موجب گردیده تا نظریه‌پردازان و برنامه‌ریزان بخش نظامی نتوانند انگیزه‌ها و فعالیت‌های بالقوه تهدیدات هیبریدی را به‌درستی درک کنند. بر این اساس، مشکلی که وجود دارد این است که شکافی بین منطق شناختی «تعریف» و منحصر به فرد بودن هرکدام از زمینه‌هایی که «هیبرید» خود را در آن نشان می‌دهد، به‌وجود آمده‌است؛ یعنی هیچ تعریف جامعی وجود ندارد که بتواند همه زمینه‌ها را در هر زمان، مکان یا در هر منطقی دربرگیرد.
نظر دکترینی و دقیق ارتش آمریکا که در دستورالعمل عملیات‌های یکپارچه زمینی روش‌های مختلف برخورد با جنبه‌های تهدیدات هیبریدی را بیان کردند نیز قابل توجه است. به‌طور خاص، این دکترین توصیه می‌کند که «از روش‌های امنیتی مربوط به عملیات‌های ضدشورش در مناطق پرجمعیت و گسترده برای مقابله با بخش‌های غیرمتداول تهدیدات هیبریدی و از روش‌های مانور ترکیبی نظامی برای مقابله با بخش‌های متداول تهدیدات هیبریدی استفاده شود»
همچنین در مستندات هیئت بازبینی چهارساله اسناد دفاعی ایالات متحده (QDR) که در سال ۲۰۰۶ انتشار یافته، کارشناسان به‌طور رسمی وجود تهدیداتی از نوع هیبریدی را به رسمیت شناختند.
این تفکر نوظهور در پی کارهای فرانک هافمن در زمینهٔ سازمان‌های هیبریدی به وجود آمده‌است. اگرچه سازمان‌های دفاعی غربی به‌خصوص در آمریکا، انگلیس و اسرائیل، وجود این دو مفهوم را پذیرفتند، اما تعریف و درک آن‌ها یکسان نبود.
یک راه خوب برای بحث در مورد این تئوری نوظهور این است که آن را نقطه‌ای در طیف تکامل تئوری‌های جنگی بدانیم.
وزارت دفاع آمریکا مفهوم نسل چهارم جنگ‌ها و جنگ ترکیبی را در بازبینی چهارساله اسناد دفاعی ایالات متحده (QDR) که در سال ۲۰۰۶ انجام شده، وارد کرده‌است. (QDR) سال ۲۰۰۶ خطرات را با توجه به احتمال رخداد آن‌ها و اثرات بالقوه‌ای که بر آمریکا دارند به دسته‌های غیرمعمول، سنتی (متداول)، فاجعه آفرین (با تخریب‌های حجیم) و شکننده (مجرمانه/تروریستی) تقسیم کرد. جنگ هیبریدی در اسناد مربوط به استراتژی ناوگان دریایی آمریکا در سال ۲۰۰۷ نیز به‌عنوان یک عبارت نظامی به‌کار برده شد، که به‌صورت ترکیب شدن خطرات متداول و غیرمتداول با استفاده از فناوری‌های ساده و مرکب با برنامه‌ریزی و اجرای غیر مرکزی تعریف می‌شد.
هافمن جنگ هیبریدی را به‌صورت ترکیب نیروهای متداول و غیرمتداول به همراه رفتارهای تروریستی و مجرمانه تعریف کرده‌است. همچنین از نظر کلنل لاسیکا جنگ هیبریدی یک تاکتیک و در عین حال یک استراتژی از ترکیب کردن ابزارها و روش‌های متداول، غیرمتداول، مجرمانه و تروریستی است؛ بنابراین یک نیروی هیبریدی می‌تواند تمام سطوح جنگ را دربرگرفته و در سطوح استراتژیکی و تاکتیکی با روشی‌هایی سریع‌تر از نیروهای متداول عمل کرده و شتاب عمل بیشتری داشته باشد؛ بنابراین، در آینده ویژگی محیط عملیاتی تهدیدات هیبریدی بدین صورت خواهد بود: ترکیبی از گروه‌های متداول، غیرمتداول، تروریستی و مجرمانه که به‌طور غیر مرکزی صف‌آرایی خواهند کرد و قابلیت‌هایی دارند که در گذشته فقط در اختیار دولت‌ها قرار داشت. این تهدیدات هیبریدی محیط امنیتی رقابتی‌تری ایجاد می‌کنند و باید در برابر این خطرات آمادگی لازم وجود داشته باشد.
جنگ هیبریدی توسط نیروهای غیرمتداولی انجام می‌شود که به سلاح‌ها و سیستم‌هایی پیچیده‌ای دسترسی دارند که به‌طور معمول در اختیار نیروهای متداول است. جنگ هیبریدی ممکن است در صورت فراهم بودن شرایط و منابع، فقط برای یک جنگ خاص شکل بگیرد. پیش‌بینی می‌شود که رهبران گروه‌های غیرمتداول، به تلاش خود برای خرید و دستیابی به سلاح‌ها و فناوری‌های پیچیده ادامه بدهند و یگان‌های پدافندی با تهدیداتی که در گذشته فقط در اختیار نیروهای مسلح و ارتش یک کشور بود رو به رو شوند.
در انگلستان منطقی که برای شکل‌گیری و عملکرد جنگ هیبریدی به کار می‌رود، تفاوتی با جنگ غیرمتداول ندارد و به این ترتیب شکافی از نظر درک جنگ هیبریدی بین آمریکا و نزدیک‌ترین متحد نظامی‌اش وجود دارد.
نظریه‌پردازان نظامی اسرائیل نیز تهدیدات هیبریدی و جنگ هیبریدی را از روش‌های جنگ اجتماعی می‌دانند که محدودیت‌های اجتماعی در آن وجود ندارند. به این ترتیب، جنگ هیبریدی نه تنها می‌تواند با ترکیب کردن فناوری‌ها و سازمان‌های متداول با تاکتیک‌ها و روش‌های غیرمتداول امتیازی بر رقبای خود به دست آورد، بلکه با حذف کردن محدودیت‌های اجتماعی می‌تواند یک امتیاز ازنظر شناختی در برابر نیروهای متداول دولتی ایجاد کند. چراکه نیروهای متداول باید به قانون جنگ زمینی، پیمان ژنو و قوانین درگیری پایبند باشند.
در نتیجه تعریف اسرائیل با دیدگاه آمریکایی متفاوت است و بیشتر برهم‌افزایی موجود در ایجاد اثرات نظامی توسط اجزای هیبرید تأکید دارد و به تفاوت‌های موجود در ظرفیت‌های کارکردی موجود در نیروی هیبریدی چندان توجهی نمی‌کند.
بنابراین یک نیروی هیبریدی می‌تواند تمام سطوح جنگ را دربرگرفته و در سطوح استراتژیکی و تاکتیکی با روشی‌هایی سریع‌تر از نیروهای متداول عمل کرده و شتاب عمل بیشتری داشته باشد. در این مدل نظری، نتیجه تاکتیکی هر چه که باشد، نیروی هیبریدی همیشه یک امتیاز استراتژیک برتر در برابر نیروهای متداول خواهد داشت.
دستورالعمل میدانی ارتش آمریکا ۰–۳: عملیات‌ها و تهدیدات هیبریدی را به‌شکل کارکردی، به این صورت تعریف می‌کنند: یک ترکیب متنوع و دینامیک از نیروهای متداول، غیرمتداول، اجزای مجرمانه یا ترکیب این نیروها و اجزا به‌گونه‌ای متحد و به‌شکلی که هرکدام مزایایی برای دیگری داشته باشند. این نیروها توانایی‌های خود برای استفاده از سلاح‌ها و تاکتیک‌های متداول و غیرمتداول را باهم دیگر ترکیب می‌کنند".
به‌عبارت‌دیگر، بهترین راه برای تعریف جنگ هیبریدی این است که آن را یک فرم بهینه شده از جنگ تعریف کنیم که در آن طرف هیبریدی جنگ می‌تواند از تمام منابع موجود (هم متداول و هم غیرمتداول) در یک زمینه فرهنگی استفاده کرده تا بتواند اثرات خاصی را در برابر رقیب متداول خود ایجاد کند.

## هفت اصل جنگ ترکیبی
جنگ هیبریدی را می‌توان به‌طورکلی بر اساس این هفت اصل تشریح کرد:
اولین اصل: ترکیب ظرفیت‌ها و اثرات جنگ هیبریدی در بستر زمانی و مقطع خاص مربوط به آن نیرو، منحصربه‌فرد است. این بسترها شامل مقطع زمانی، جغرافیایی، اجتماعی، فرهنگی و تاریخی است که در آن مقطع جنگ رخ می‌دهد.
اصل دوم: یک ایدئولوژی در جنگ هیبریدی وجود دارد که باعث تشکیل یک گفتمان درون سازمانی می‌شود. این ایدئولوژی به‌طور معمول، به زمینه استراتژیک مرتبط است و ریشه در هویت اجتماعی، فرهنگی و دینی نیروی هیبریدی دارد. گفتمان حاصل به نیروی هیبریدی کمک می‌کند تا قوانین موجود در آن زمینه استراتژیک را به‌طور مجدد تعریف کند.
اصل سوم: نیروی هیبریدی، معتقد است رقبای بالقوه در پی از بین بردن آن هستند. این احساس خطر باعث می‌شود نیروی هیبریدی از دانش نظامی متداول دست کشیده، تا بتواند هر چه بیشتر به بقای خود ادامه دهد.
اصل چهارم: همیشه یک اختلاف ظرفیت بین نیروی هیبریدی و دشمنان بالقوه آن وجود دارد. نیروی هیبریدی ظرفیت نظامی متداول کمتری در مقایسه با دشمن خود داشته و در نتیجه باید به دنبال راهی باشد که بتواند امتیازات رقیب را جبران کند.
اصل پنجم: نیروی هیبریدی هم دارای اجزای متداول و هم غیرمتداول است. این اجزا به‌طور معمول شامل فناوری‌های نظامی و فناوری پارتیزانی غیرنظامی است. همچنین ممکن است تاکتیک‌های مجرمانه یا تروریستی در اجزای آن وجود داشته باشد. این ظرفیت‌های ترکیبی یک امتیاز غیرمتقارن را برای نیروی هیبریدی ایجاد می‌کنند.
اصل ششم: سازمان‌های هیبریدی وابسته به عملیات‌هایی هستند که ماهیت دفاعی دارند. نیروی هیبریدی تلاش می‌کند که از موجودیت خود دفاع کند و استراتژی کلی مبتنی بر عملیات‌های دفاعی دارد. این عملیات‌ها چندین جزء هجومی نیز دارند اما گرایش اصلی آن دفاعی است.
اصل هفتم: سازمان‌های هیبریدی از تاکتیک‌هایی استفاده می‌کنند که فرسودگی دشمن را به‌دنبال داشته باشد. این تاکتیک‌ها هم به‌صورت فیزیکی و هم به‌صورت شناختی خود را نشان می‌دهد تا تمایل رقیب را در استفاده از نیروهایش کاهش دهد.

## خلاصه
به‌طور خلاصه جنگ هیبریدی نوعی از جنگ است که در آن یکی از طرف‌های درگیر ساختار نیروهای خود را به‌نوعی بهینه کرده‌است که از ترکیب تمام منابع موجود – هم متداول و هم غیرمتداول – در یک زمینه و بستر فرهنگی منحصربه‌فرد استفاده کند تا اثرات خاص و هم‌افزایی در برابر یک رقیب متداول ایجاد کند

## نمونه
حزب‌الله لبنان در ۲۰۰۶ در جنگ‌های ترکیبی توانست در جنگ ۳۳ روزه اسرائیل را غافلگیر و شکست دهد. هم‌اکنون در بسیاری از نقاط دنیا به جای جنگ مستقیم، جنگ‌های ترکیبی در حال جریان است. به عنوان مثال علی خامنه ای، رهبر ایران، تحریم‌های اقتصادی غرب را یک جنگ تمام عیار علیه ایران دانسته بود. هر چند تحریم‌های اقتصادی علیه ایران، عمری به اندازه انقلاب اسلامی ایران دارد اما حجم گسترده جنگ اقتصادی علیه ایران از سال ۲۰۱۱ آغاز شد. همچنین قرار دادن سپاه پاسداران ایران در لیست گروه‌های تروریستی توسط آمریکا نمونه جنگ ترکیبی است.